# Nora (Sverige)
59°31′7.1328″N 15°2′21.930″Ø / 59.518648000°N 15.03942500°Ø
 For alternative betydninger, se Nora. (Se også artikler, som begynder med Nora)
Nora er en svensk by beliggende  i landskapet Västmanland i Örebro län. Den er administrationsby for Nora kommune og i 2010 havde byen  6.526  indbyggere.
Nora fik bystatus i 1643.

## Historie
Nora er en gammel mineby og har en af Sveriges bedst bevarede bebyggelser af træ, hovedsagelig fra 1700- og 1800-tallet. Husene bruges stadig til butikker, håndværk og boliger. Nora ligger ved Norasjön. 
Nora, den lille mineby  Pershyttan og Nora Bergslags Veteran-Jernväg fik i 1993  Europa Nostra-diplom, en international pris for god bevaring af bygninger og kulturminder. 

## Kunst og kultur
- Åkerby Skulpturpark, lidt nord for Nora med ca. 130 skulpturer.
- Ljusstråk er et årlig kulturarrangementet som arrangeres af Nora kommune i september.